# Isotopes du californium

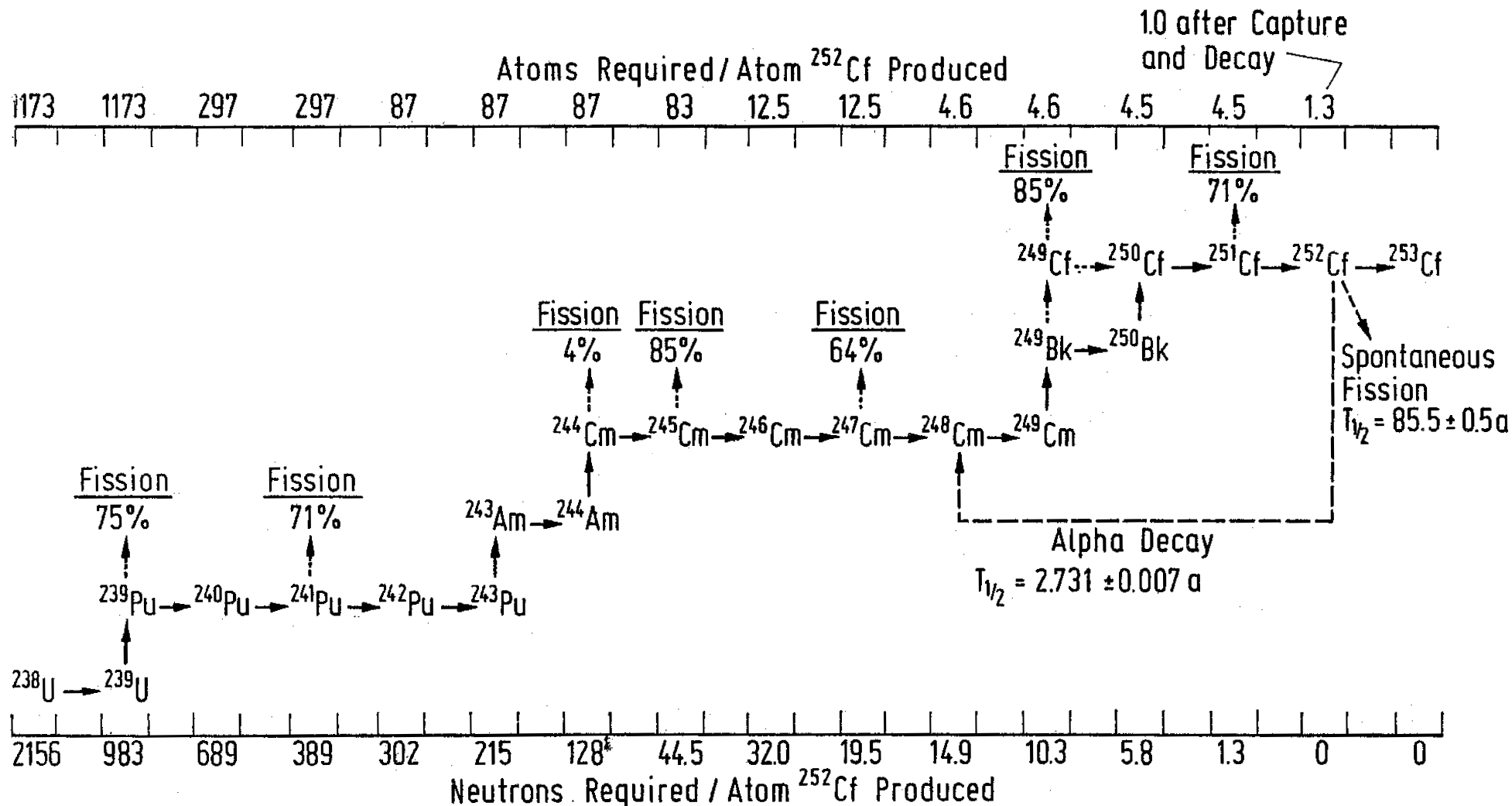
Schéma de la synthèse de ^{252}Cf.

Le californium (Cf, numéro atomique 98) est un élément synthétique et ne possède donc pas de masse atomique standard. Comme tous les éléments synthétiques, il ne possède pas d'isotopes stables. Le premier isotope à avoir été synthétisé est 245Cf en 1950. L'isotope à la plus grande demi-vie est 251Cf avec une demi-vie d'environ neuf cents ans.

## Table des isotopes
| Symbole du nucléide | Z(p)                 | N(n)                 | masse isotopique (u) | demi-vie                | mode(s) de désintégration, | isotope(s) fils | spin nucléaire |
| Symbole du nucléide | énergie d'excitation | énergie d'excitation | énergie d'excitation | demi-vie                | mode(s) de désintégration, | isotope(s) fils | spin nucléaire |
| ------------------- | -------------------- | -------------------- | -------------------- | ----------------------- | -------------------------- | --------------- | -------------- |
| 237Cf               | 98                   | 139                  | 237,06207(54)#       | 2,1(3) s                | FS                         | (divers)        | 5/2+#          |
| 237Cf               | 98                   | 139                  | 237,06207(54)#       | 2,1(3) s                | β+                         | 237Bk           | 5/2+#          |
| 237Cf               | 98                   | 139                  | 237,06207(54)#       | 2,1(3) s                | α                          | 233Cm           | 5/2+#          |
| 238Cf               | 98                   | 140                  | 238,06141(43)#       | 21,1(13) ms             | FS                         | (divers)        | 0+             |
| 238Cf               | 98                   | 140                  | 238,06141(43)#       | 21,1(13) ms             | β+ (rare)                  | 238Bk           | 0+             |
| 238Cf               | 98                   | 140                  | 238,06141(43)#       | 21,1(13) ms             | α (rare)                   | 234Cm           | 0+             |
| 239Cf               | 98                   | 141                  | 239,06242(23)#       | 60(30) s [39(+37−12) s] | α                          | 235Cm           | 5/2+#          |
| 239Cf               | 98                   | 141                  | 239,06242(23)#       | 60(30) s [39(+37−12) s] | β+ (rare)                  | 239Bk           | 5/2+#          |
| 240Cf               | 98                   | 142                  | 240,06230(22)#       | 1,06(15) min            | α (98 %)                   | 236Cm           | 0+             |
| 240Cf               | 98                   | 142                  | 240,06230(22)#       | 1,06(15) min            | FS (2 %)                   | (divers)        | 0+             |
| 240Cf               | 98                   | 142                  | 240,06230(22)#       | 1,06(15) min            | β+ (rare)                  | 240Bk           | 0+             |
| 241Cf               | 98                   | 143                  | 241,06373(27)#       | 3,78(70) min            | β+ (75 %)                  | 241Bk           | 7/2−#          |
| 241Cf               | 98                   | 143                  | 241,06373(27)#       | 3,78(70) min            | α (25 %)                   | 237Cm           | 7/2−#          |
| 242Cf               | 98                   | 144                  | 242,06370(4)         | 3,49(15) min            | α (80 %)                   | 238Cm           | 0+             |
| 242Cf               | 98                   | 144                  | 242,06370(4)         | 3,49(15) min            | β+ (20 %)                  | 242Bk           | 0+             |
| 242Cf               | 98                   | 144                  | 242,06370(4)         | 3,49(15) min            | FS (0,014 %)               | (divers)        | 0+             |
| 243Cf               | 98                   | 145                  | 243,06543(15)#       | 10,7(5) min             | β+ (86 %)                  | 243Bk           | (1/2+)         |
| 243Cf               | 98                   | 145                  | 243,06543(15)#       | 10,7(5) min             | α (14 %)                   | 239Cm           | (1/2+)         |
| 244Cf               | 98                   | 146                  | 244,066001(3)        | 19,4(6) min             | α (99 %)                   | 240Cm           | 0+             |
| 244Cf               | 98                   | 146                  | 244,066001(3)        | 19,4(6) min             | CE (1 %)                   | 244Bk           | 0+             |
| 245Cf               | 98                   | 147                  | 245,068049(3)        | 45,0(15) min            | β+ (64 %)                  | 245Bk           | (5/2+)         |
| 245Cf               | 98                   | 147                  | 245,068049(3)        | 45,0(15) min            | α (36 %)                   | 241Cm           | (5/2+)         |
| 246Cf               | 98                   | 148                  | 246,0688053(22)      | 35,7(5) h               | α                          | 242Cm           | 0+             |
| 246Cf               | 98                   | 148                  | 246,0688053(22)      | 35,7(5) h               | CE (5×10−4 %)              | 246Bk           | 0+             |
| 246Cf               | 98                   | 148                  | 246,0688053(22)      | 35,7(5) h               | FS (2×10−4 %)              | (divers)        | 0+             |
| 247Cf               | 98                   | 149                  | 247,071001(9)        | 3,11(3) h               | CE (99,96 %)               | 247Bk           | (7/2+)#        |
| 247Cf               | 98                   | 149                  | 247,071001(9)        | 3,11(3) h               | α (0,04 %)                 | 243Cm           | (7/2+)#        |
| 248Cf               | 98                   | 150                  | 248,072185(6)        | 333.5(28) j             | α (99,99 %)                | 244Cm           | 0+             |
| 248Cf               | 98                   | 150                  | 248,072185(6)        | 333.5(28) j             | FS (0,0029 %)              | (divers)        | 0+             |
| 249Cf               | 98                   | 151                  | 249,0748535(24)      | 351(2) a                | α                          | 245Cm           | 9/2−           |
| 249Cf               | 98                   | 151                  | 249,0748535(24)      | 351(2) a                | FS (5×10−7 %)              | (divers)        | 9/2−           |
| 249mCf              | 144,98(5) keV        | 144,98(5) keV        | 144,98(5) keV        | 45(5) µs                |                            |                 | 5/2+           |
| 250Cf               | 98                   | 152                  | 250,0764061(22)      | 13,08(9) a              | α (99,92 %)                | 246Cm           | 0+             |
| 250Cf               | 98                   | 152                  | 250,0764061(22)      | 13,08(9) a              | FS (0,077 %)               | (divers)        | 0+             |
| 251Cf               | 98                   | 153                  | 251,079587(5)        | 900(40) a               | α                          | 247Cm           | 1/2+           |
| 252Cf               | 98                   | 154                  | 252,081626(5)        | 2,645(8) a              | α (96,9 %)                 | 248Cm           | 0+             |
| 252Cf               | 98                   | 154                  | 252,081626(5)        | 2,645(8) a              | FS (3,09 %)                | (divers)        | 0+             |
| 253Cf               | 98                   | 155                  | 253,085133(7)        | 17,81(8) j              | β− (99,69 %)               | 253Es           | (7/2+)         |
| 253Cf               | 98                   | 155                  | 253,085133(7)        | 17,81(8) j              | α (0,31 %)                 | 249Cm           | (7/2+)         |
| 254Cf               | 98                   | 156                  | 254,087323(13)       | 60,5(2) j               | FS (99,69 %)               | (divers)        | 0+             |
| 254Cf               | 98                   | 156                  | 254,087323(13)       | 60,5(2) j               | α (0,31 %)                 | 250Cm           | 0+             |
| 254Cf               | 98                   | 156                  | 254,087323(13)       | 60,5(2) j               | β−β− (rare)                | 254Fm           | 0+             |
| 255Cf               | 98                   | 157                  | 255,09105(22)#       | 85(18) min              | β− (99,99 %)               | 255Es           | (7/2+)         |
| 255Cf               | 98                   | 157                  | 255,09105(22)#       | 85(18) min              | FS (0,001 %)               | (divers)        | (7/2+)         |
| 255Cf               | 98                   | 157                  | 255,09105(22)#       | 85(18) min              | α (10−5 %)                 | 251Cm           | (7/2+)         |
| 256Cf               | 98                   | 158                  | 256,09344(32)#       | 12,3(12) min            | FS (99 %)                  | (divers)        | 0+             |
| 256Cf               | 98                   | 158                  | 256,09344(32)#       | 12,3(12) min            | β− (1 %)                   | 256Es           | 0+             |
| 256Cf               | 98                   | 158                  | 256,09344(32)#       | 12,3(12) min            | α (10−6 %)                 | 252Cm           | 0+             |
| 256Cf               | 98                   | 158                  | 256,09344(32)#       | 12,3(12) min            | β−β− (rare)                | 256Fm           | 0+             |

1. ↑  Abréviations:

CE : Capture électronique

TI : Transition isomérique

FS : Fission spontanée
2. ↑  Grande section d'absorption de neutrons.
3. ↑  Isotope le plus commun.
4. ↑  Grand émetteur de neutrons, environ 3,7 neutrons par fission.

### Remarques
- Les valeurs marquées # ne sont pas purement dérivées des données expérimentales, mais aussi au moins en partie à partir des tendances systématiques. Les spins avec des arguments d'affectation faibles sont entre parenthèses.
- Les incertitudes sont données de façon concise entre parenthèses après la décimale correspondante. Les valeurs d'incertitude dénotent un écart-type, à l'exception de la composition isotopique et de la masse atomique standard de l'IUPAC qui utilisent des incertitudes élargies.